# Tom Veelers
Tom Veelers é um ciclista profissional neerlandês. Nasceu em Ootmarsum a 14 de setembro de 1984. Foi profissional de 2003 a 2016.
Foi um destacado amador, campo no que conseguiu numerosas vitórias relevantes, entre elas várias vitórias nos campeonatos nacionais dos Países Baixos de diferentes categorias, bem como a Paris-Roubaix para amadores, o Tour de Berlim para amadores ou o Tour de Olympia.
A 1 de dezembro de 2016 anunciou a sua retirada do ciclismo depois de catorze temporadas como profissional e com 32 anos de idade depois de uma lesão persistente no joelho que lhe levou a duas operações.

## Palmarés
2004 (como amador)
- Tour de Frise (ex-aequo com outros 21 corredores)
- Tour de Berlim

2005 (como amador)
- 1 etapa do Tour de Loir-et-Cher

2006 (como amador)
- Tour de Olympia, mais 3 etapas
- Paris-Roubaix sub-23

2007 (como amador)
- OZ Wielerweekend
- 1 etapa da Boucles de la Mayenne

2008
- 1 etapa da Volta ao Lago Qinghai

2009
- 1 etapa da Volta ao Lago Qinghai

2011
- 1 etapa do Circuito Franco-Belga
- 1 etapa do Tour de Hainan

## Resultados nas Grandes Voltas
| Carreira           | 2008 | 2009 | 2010 | 2011 | 2012 | 2013 | 2014 | 2015 | 2016 |
| ------------------ | ---- | ---- | ---- | ---- | ---- | ---- | ---- | ---- | ---- |
| Giro d'Italia      | -    | -    | -    | -    | -    | -    | 146º | -    | -    |
| Tour de France     | -    | -    | -    | -    | Ab.  | Ab.  | 155º | -    | -    |
| Volta a Espanha    | -    | -    | -    | 167º | -    | -    | -    | -    | -    |
| Mundial em Estrada | -    | -    | -    | -    | -    | -    | -    | -    | -    |

-:não participa

Ab.: abandono

## Equipas
- Löwik Meubelen (2003-2004)
  - Cycling Team Löwik Meubelen-Tegeltoko (2003)
  - Team Löwik Meubelen-Tegeltoko (2004)
- Rabobank Continental (2005-2007)
- Skil/Project 1t4i/Argos/Giant (2008-2016)
  - Skil-Shimano (2008-2011)
  - Project 1t4i (2012)[3]
  - Team Argos-Shimano (2012[4]-2013)
  - Team Giant-Shimano (2014)
  - Team Giant-Alpecin (2015-2016)ç